# Cladosporium neocheiropteridis
Cladosporium neocheiropteridis är en svampart som beskrevs av Yun L. Liu & Z.Y. Zhang 2000. Cladosporium neocheiropteridis ingår i släktet Cladosporium och familjen Davidiellaceae.   Inga underarter finns listade i Catalogue of Life.